# Lavagem de Itapuã
A Lavagem de Itapuã é uma manifestação religiosa e cultural, tradicional da cidade de Salvador, no estado brasileiro da Bahia. Ocorre anualmente na quinta-feira antes do carnaval, no bairro de Itapuã. Nos festejos ocorre o sincretismo religioso entre católicos e religiões afro-brasileiras, celebrados por baianas, grupos culturas, devotos, moradores e turistas em homenagem a Nossa Senhora da Conceição e a Iemanjá.

## História
A lavagem das escadarias da Igreja de Nossa Senhora da Conceição de Itapuã surgiu no século XIX, sendo celebrado no dia 2 de fevereiro por pescadores em homenagem a Nossa Senhora da Purificação e ocorria também uma romaria de pescadores com oferendas à Iemanjá. O registro mais antigo do evento data do ano de 1898, com a chegança e o quebra-potes.
Na década de 1930, passou a ser realizada para homenagear a Nossa Senhora da Conceição de Itapuã, na quinta-feira antes do Carnaval.
Em 1987, uma baleia rosa inflável de nove metros feito pelo artista Wally Salomão foi introduzido ao cortejo em homenagem a atividade econômica de Itapuã da caça às baleias entre o séculos XVII e XIX.
No ano de 2121, para não ocorrer aglomerações por causa da pandemia do Covid-19, não houve os festejos da lavagem de Itapuã.

## Festividades
Às duas horas da manhã da quinta-feira antes do carnaval, o Bando Anunciador, tocando músicas com violas, bandolins e maracas, saem pelas ruas do bairro de Itapuã, convidando a comunidade para os festejos. E às cinco horas manhã. há a alvorada com fogos de artifícios. Paralelamente ao desfile do Bando Anunciador, ocorre na praia o cortejo marítimo que segue para a Igreja de Itapuã.
Às seis horas da manhã, na Igreja de Nossa Senhora da Conceição de Itapuã ocorre a Lavagem das Nativas, que é a pré-lavagem das escadarias da igreja, feita pelas moradoras do bairro, esta lavagem é extraoficial e foi introduzida pela já falecida moradora do bairro, Dona Niçu. Após a pré-lavagem, é servido um café da manhã comunitário com samba de roda e é celebrada uma missa às sete horas da manhã.
Às dez horas da manhã, ocorre o cortejo das baianas, que usam o traje tradicional e levam potes de cerâmica com flores e água de cheiro e são seguidas pelos Filhos de Gandhy, fiéis, moradores e turistas. O cortejo tem início no bairro de Piatã, e segue pela orla da praia até a Igreja de Nossa Senhora da Conceição de Itapuã. Chegando na igreja, por volta de meio-dia, é realizado a lavagem das escadarias com a água de cheiro e flores que carregaram nos potes de cerâmica.
A partir do meio-dia até à noite, inicia-se a parte profana dos festejos, com a passagem dos blocos de chão e trios elétricos.